# Lancaster Gate (stanice metra v Londýně)
Lancaster Gate je stanice metra v Londýně, otevřená 30. července 1900. Navrhl ji Harry Bell Measures. Od 3. července 2006 do 13. listopadu 2006 byla stanice uzavřena kvůli modernizaci. Autobusové spojení zajišťují linky: 46, 274, 94, 148, 390 a noční linka N207. Stanice se nachází v přepravní zóně 1 a leží na lince:
- Central Line (mezi stanicemi Queensway a Marble Arch)

| Rok  | Počet cestujících |
| ---- | ----------------- |
| 2011 | 6,68 mil          |
| 2012 | 6,70 mil          |
| 2013 | 6,79 mil          |
| 2014 | 6,55 mil          |